# 松古公路
松古公路（或「县道532線」、「X532線」）是中國廣東省的一條公路，這條公路經過江門和中山，起點為杜阮松园，與古港公路連接，終點為中山古镇，連接十水公路，全長23.162公里。